# Bernhard Simon
Pour les articles homonymes, voir Simon.
Bernhard Simon (né le 29 février 1816 à Niederurnen, dans le canton de Glaris, et mort le 28 juillet 1900 à Bad Ragaz) est un ingénieur et architecte suisse. Rentré en Suisse après un lucratif début de carrière à Saint-Pétersbourg, il devient dans son pays natal directeur des chemins de fer, homme politique, entrepreneur et l’un des principaux protagonistes du thermalisme en Suisse au XIXe siècle en raison du développement qu'il a apporté à la station thermale de Bad Ragaz.

## Biographie
Bernhard Simon, fils d’un cordonnier et petit paysan, a acquis ses connaissances architecturales à Lausanne, où son oncle Fridolin Simon était établi comme inspecteur des bâtiments de la Ville de Lausanne. Il y commence en 1835 un apprentissage de maçon et plâtrier, mais bientôt son oncle lui confie des remplacements, notamment sur les chantiers délaissés par l’architecte Henri Fraisse malade. Le jeune homme a ainsi l’occasion de réaliser des plans de détail du l’hôtel Gibbon (1837-1839) ou encore de la Grenette (place de la Riponne) (1838-1840).
En 1839, après un bref séjour à Paris, il émigre en Russie, à Saint-Pétersbourg, travaillant tout d’abord avec Georg Ruprecht Zollikofer (1802–1874), un confrère saint-gallois. Mais bientôt il ouvre son propre bureau d’architecture, qui devient rapidement florissant. Il y emploie également ses frères, Sebastian et Balthasar. Spécialisé notamment dans la construction de palais et de grandes demeures pour l’aristocratie russe, comme le manoir de Bykovo pour le comte Vorontsov-Dachkov, c'est l’un des bâtisseurs les plus actifs de la capitale. Son projet pour un bâtiment des postes lui vaut en 1853 une nomination à l’académie impériale. Son œuvre russe, bien que très importante, n’a pas encore été étudiée.
Toutefois, pour raisons de santé, Bernhard Simon rentre  en 1854 dans sa patrie et s’établit à Saint-Gall. Entré au conseil d’administration de la société des chemins de fer de Saint-Gall et Appenzell (voir Histoire du transport ferroviaire en Suisse), il supervise la construction de la ligne Winterthour-Saint-Gall-Rorschach et, après l’ouverture de cette ligne en 1856, fonctionne comme directeur d’exploitation. Après la fusion de la Compagnie de l'Union-Suisse et l’échec de sa candidature au poste de directeur général, Simon retourne en 1859 à son métier d’architecte et réalise dans les années 1860 une série de grands projets. Ainsi, il élève de sa propre initiative un important quartier commercial et résidentiel à proximité de la gare de Saint-Gall. Jusqu’en 1867, il est également conseiller communal et inspecteur des travaux à Saint-Gall, ville où il planifie l’hôpital cantonal en 1867.
Dès 1861, Bernhard Simon est appelé dans son canton d’origine, frappé de plein fouet par l’incendie de son chef-lieu, Glaris. Conjointement avec l’inspecteur des travaux de la Ville de Zurich, Johann Caspar Wolff (de), il établit les plans pour la reconstruction du chef-lieu, en prévoyant une disposition orthogonale des rues. Il dessine personnellement aussi les plans de l’hôtel de ville (1863-1864) et dirige la construction de l’église réformée de Glaris d’après les plans de Ferdinand Stadler (de).
En 1864 aussi, on le retrouve à Lausanne, où il construit la deuxième maison des postes de Saint-François.
La carrière de Bernhard Simon prend un tournant radical en 1868, lorsqu’il acquiert du canton de Saint-Gall le domaine de Bad Ragaz ainsi que la concession de la source thermale de Pfäfers, village voisin. Désormais entrepreneur spécialisé dans le thermalisme, il construit la station thermale de Bad Ragaz, où il inaugure en 1869 déjà le grand hôtel Quellenhof, puis, jusqu’en 1871, le Kursaal ou Casino, les bains thermaux (première piscine couverte de Suisse), ainsi que les aménagements paysagers dotés de diverses dépendances, à savoir : pavillon de musique, chalet suisse et trois villas. Simon reprend son métier d’architecte en 1874-1875 pour la construction d’une nouvelle buvette et dépendance de l’établissement de cure de Tarasp en Basse-Engadine. Il meurt à Bad Ragaz, où son imposant monument funéraire orne le cimetière de l’église catholique.

## Œuvres

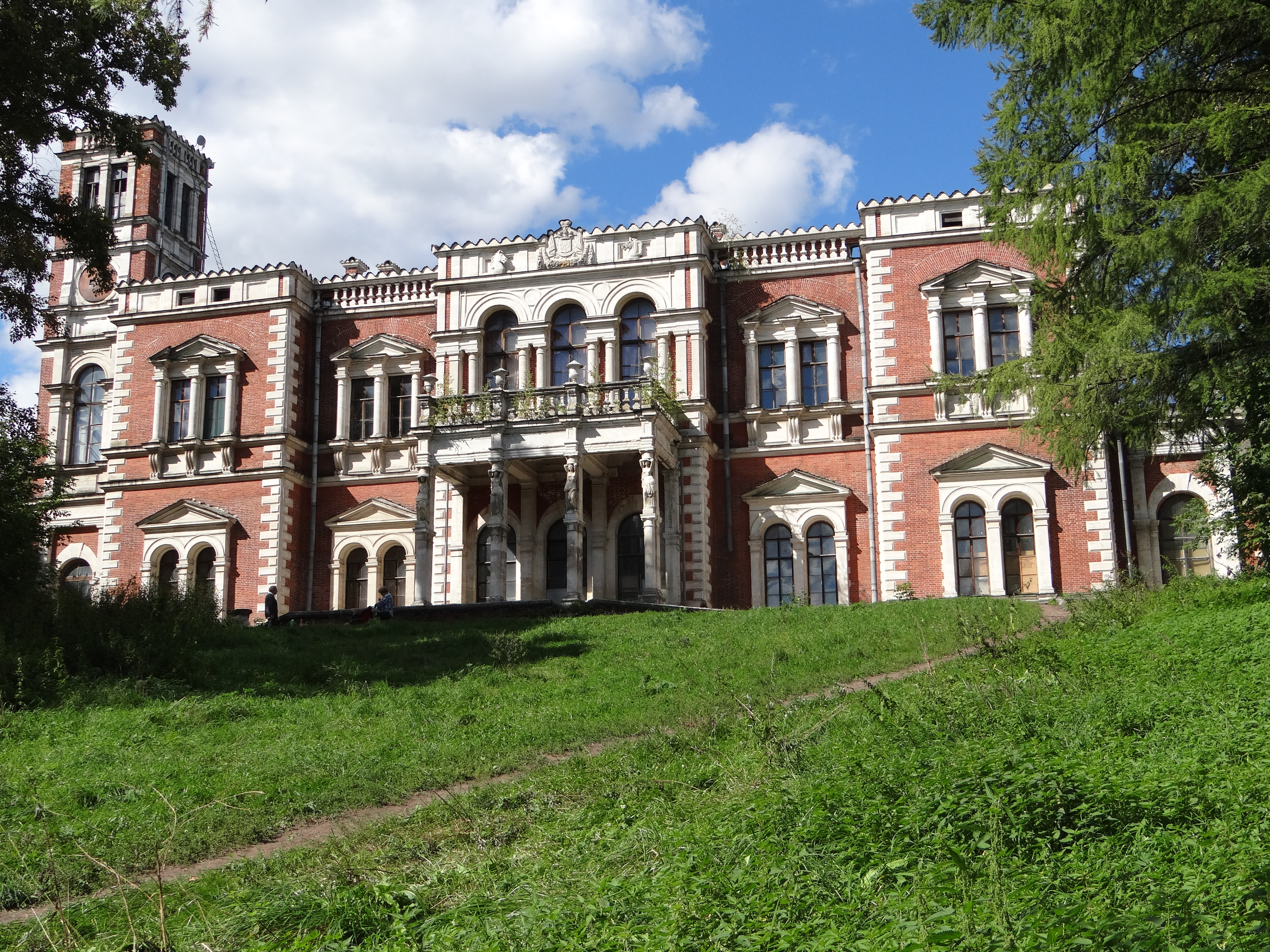
Le manoir de Bykovo.

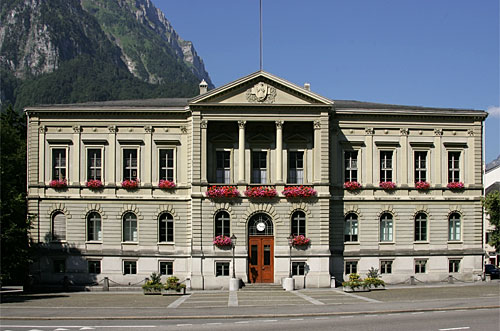
L'hôtel de ville de Glaris.

- Hôtel particulier Narychkine à Saint-Pétersbourg (1844)[4]
- Palais Chouvalov à Saint-Pétersbourg (1844-1846)[5],
- Reconstruction et aménagement du palais Youssoupov sur la Moïka (restent : le salon des gobelins, le salon Antonio Vighi et la salle du couronnement)
- Termine la maison du comte Tolstoï à Moscou
- Hôtel particulier du prince P. Galitzine à Moscou
- Manoir des Vorontsov-Dachkov, à Bykovo près de Moscou (1843-1851)[6]
- Villa Charlottenfels (aujourd’hui école d’agriculture), Neuhausen am Rheinfall près des chutes du Rhin, 1850–1854, planifiée encore en Russie
- Quartier commercial et d’habitation, Saint-Gall, 1859–1860
- Hôtel Walhalla et ancienne poste, Saint-Gall, 1860–1861 (1955 incendie)
- Glaris, reconstruction de la ville, 1861–1863
- Hôtel de ville de Glaris, 1862–1864
- Hôpital cantonal de Saint-Gall, plan 1867, exécution 1870-1872 par Emil Kessler)
- Hôtel Quellenhof, Bad Ragaz 1868–1869 (démoli 1995 et reconstruit)
- Buvette et maison de cure, Tarasp 1874–1877